# アシメニエ・シムワカ
アシメニエ・シムワカ（Asimenye Simwaka、1997年8月8日 - ）は、マラウイの短距離走を専門とする陸上競技と、サッカーの選手。女子100m、200m、400mのマラウイ国内記録保持者で、サッカーマラウイ女子代表のチームメンバー。
2021年の東京オリンピックの女子100mに出場した。予備予選でマラウイ国内記録を更新し、進出した予選ではそれをさらに上回り再びマラウイ国内記録を更新した。

## 主な戦績
| 年   | 大会                       | 開催地       | 種目 | 順位              | 記録   | 備考     |
| ---- | -------------------------- | ------------ | ---- | ----------------- | ------ | -------- |
| 2021 | オリンピック               | 東京         | 100m | 予選敗退 (48位)   | 11秒68 | 国内記録 |
| 2022 | アフリカ陸上競技選手権大会 | ポートルイス | 200m | 準決勝敗退 (16位) | 24秒25 |          |
| 2022 | アフリカ陸上競技選手権大会 | ポートルイス | 400m | 8位               | 53秒86 |          |
| 2022 | コモンウェルスゲームズ     | バーミンガム | 200m | 準決勝敗退 (13位) | 23秒59 |          |
| 2022 | コモンウェルスゲームズ     | バーミンガム | 400m | 6位               | 51秒55 | 国内記録 |

## 記録
| 種目 | 記録   | 年月日        | 場所         | 備考     |
| ---- | ------ | ------------- | ------------ | -------- |
| 100m | 11秒68 | 2021年7月30日 | 東京         | 国内記録 |
| 200m | 23秒28 | 2022年8月4日  | バーミンガム | 国内記録 |
| 400m | 51秒55 | 2022年8月7日  | バーミンガム | 国内記録 |